# Pilitrud
Pilitrud († um 730) war Herzogin in Baiern an der Seite zweier bayerischer Herzöge aus dem Geschlecht der Agilolfinger.

## Leben
Ihre Abstammung ist ungeklärt, es wird aber vermutet, dass sie selbst Agilolfingerin war. Arbeo berichtet von einer besonders vornehmen Fränkin, die mit ihrer Tochter Pilitrud nach Baiern gekommen war, weshalb sie wohl vorrangig die angeheiratete Tante verschiedener Agilolfinger war. Eine weitere These vermutet eine Verwandtschaft Pilitruds mit Regintrud, Herzogin an der Seite Theodberts und Gründerin des Klosters Nonnberg, also einer Abstammung aus der Sippe der Irmina von Oeren. Jedenfalls muss sie einer sehr angesehenen Familie des Frankenreichs angehört haben, denn für die agilolfingischen Herzöge war sie als Heiratspartie besonders begehrt.
Ihr erster Mann war Theudebald, der zuvor mit Waltrat verheiratet gewesen war. Pilitrud und Theudebald werden im Teilherzogtum Baiern-Passau vermutet. In Passau hat sich außerdem die Tradition erhalten, sie habe den Passauer Dom gestiftet.
Nach Theudebalds Tod ehelichte sie dessen Bruder Grimoald. Diese Ehe jedoch stieß beim katholischen Klerus – insbesondere bei dem Missionar Korbinian – auf Missbilligung. Als Grund ist zu vermuten, dass Grimoalds Ehe mit Waltrat zugunsten der wohl politisch wichtigeren Verbindung zu Pilitrud aufgegeben wurde oder dass der Verwandtschaftsgrad zwischen Grimoald und Pilitrud zu hoch war.
Als Karl Martell einen Feldzug gegen den Bayernherzog Grimoald führte und gewann, nahm er 725 dessen Frau Pilitrud sowie deren Nichte Swanahild mit in sein Reich und ehelichte Swanahild. Nach der Vita Corbiniani habe Pilitrud alle Macht und Würde verloren und musste auf einem Eselskarren nach Italien fahren, dort sei sie dann gestorben. Alle Nachkommen Pilitruds starben noch als Kinder.